# 克里索洛
克里索洛（義大利語：Crissolo），是意大利库内奥省的一个市镇。总面积48平方公里，人口181人，人口密度3.8人/平方公里（2009年）。ISTAT代码为004077。